# Gero Grassi
Gerolamo Grassi, detto Gero (Terlizzi, 20 aprile 1958), è un politico, giornalista e scrittore italiano.

## Biografia
Figlio di Giuseppe, assessore comunale a Terlizzi dal 1959 al 1967 e nipote di Giuseppe Colasanto, sindaco di Andria, assessore regionale ai trasporti e presidente della Regione Puglia, si avvicina al giornalismo, fondando nel novembre 1988 il periodico Il Confronto delle idee, editato fino al 2014.
Dal 1972 scrive articoli per le testate La Discussione, Il Popolo, Puglia, Il Confronto, La Gazzetta del Mezzogiorno, T '76. Successivamente ricopre la carica di direttore di Collegamento Bari, giornale del SIULP della Provincia di Bari, di Grandangolo, Paese Vivrai di Locorotondo e Margherita Puglia.
Dal 1995 è iscritto all'Ordine dei pubblicisti e giornalisti della Puglia. Ha curato per l'Istituto "Don Luigi Sturzo" di Roma la ricostruzione storica dell'Archivio della Democrazia Cristiana di Terra di Bari dal 1952 al 1995 e per il Polo liceale 'Silos - Fiore' di Terlizzi la sistemazione e computerizzazione della Biblioteca Scolastica.
Gero Grassi è sposato e ha due figli. Dal 2020 ricopre il ruolo di presidente dell'Associazione regionale Puglia degli ex parlamentari.

## Attività politica
Si iscrive alla DC nel 1975, in occasione dei Decreti Delegati della Scuola. Aderisce al Movimento Giovanile e il 10 ottobre 1982 è eletto  Segretario Amministrativo della DC di Terlizzi. Nel 1989 è eletto, al primo posto, al Consiglio Comunale di Terlizzi, città nella quale è Sindaco dal 18 giugno 1990 al 20 giugno 1991.
Nel gennaio del 1994, alla scissione della DC, Gero aderisce al PPI, essendo un moroteo della sinistra democristiana.
Nel settembre del 1996 è eletto nella segreteria provinciale del PPI di Bari, ricoprendo il ruolo di responsabile enti locali. In seguito ricopre il ruolo di segretario provinciale del PPI dal settembre 2000 e poi della Margherita da marzo 2002. Diventa assessore a Gravina in Puglia nel 2003 e a Terlizzi dal 2003 al 2004. Nel 2004 è eletto coordinatore regionale pugliese della Margherita.

## Attività sociale
Gero Grassi dopo aver frequentato l’Associazione Cattolica Sacro Cuore da metà degli anni Sessanta sino al 1971.
Il 2 novembre 1972 fonda il Circolo Tennis Tavolo con gli amici Franco Vendola, Gianni Colasanto, Luigi Catalano e Michele Grassi nei locali di via Kennedy, 28-C a Terlizzi. L’attività sportiva del Circolo Tennis Tavolo termina a metà anni Ottanta con Gero Grassi arbitro della Federazione Italiana Tennis Tavolo.
Nel 1978 Gero fonda il Circolo ACLI di Terlizzi con il padre Giuseppe e gli amici Giuseppe Colasanto, Giuseppe Tatulli, Pasquale Tempesta, Franco Gisonda, Peppino Martiradonna. Delle ACLI Gero Grassi è Presidente e Consigliere Provinciale.
Nel 1979 Gero aderisce alla Cooperativa Culturale Radio Terlizzi Stereo della quale è socio e Direttore Responsabile per decenni.
Nel 1984 Gero aderisce alla Polisportiva di Basket ‘Nike’ della quale è socio per decenni.
Nel 1986 nasce a Terlizzi il Circolo Culturale ‘Michele De Napoli’ fondato da Gero Grassi con gli amici Peppino Altamura, Giuseppe Colasanto, Vincenzo e Gaetano Colasanto, Franco De Nicolo, Giuseppe De Palma, Ernesto De Robertis, Nunzio De Vanna, Franco Gisonda, Franco Giusti, Nino Ruggieri, Pasquale Tempesta.
A novembre 1990 Gero fonda il mensile ‘Il Confronto’, del quale è Direttore Responsabile per vari anni, giornale in edicola sino al 2015.
Nel 1994 a Terlizzi sorge l’associazione politico-culturale ‘Insieme per Terlizzi’. Gero la costituisce con gli amici Pietro Cipriani, Aldo De Chirico, Michele De Nicolo, Pasquale De Palma, Michele Ficco, Nino Grieco, Antonio Palmiotto, Tommaso Malerba, Nino Ruggieri
Dal 1996 è Direttore Responsabile del periodico ‘Collegamento Bari’, giornale del SIULP Bari.
Dal 1999 Direttore Responsabile per anni del mensile ‘Grandangolo’ di Andria.
Nel 2000 fondato, con Peppino Giacovazzo ed Angelo Giotta, il mensile di Locorotondo ‘Paese Vivrai’ del quale è Direttore Responsabile per anni.
Nel 2004 Gero fonda il mensile ‘Margherita Puglia’ del quale è Direttore Responsabile.
Nel 2007 a Bari, per opera di Gero, sorge il Centro Studi ‘Aldo Moro’.
Nel 2020 Gero, con gli amici Giuseppe Cannarozzo, Paolo Ceci, Vincenzo Colasanto, Michele De Chirico, Mario de Leo, Maria Teresa De Scisciolo, Nino Gesmundo, Michele Grassi, Damiano Guastamacchia, Paolo Luglio, Tommaso Malerba, Santina Mastropasqua, Mimmo Oreste, Pasquale Paparella, Nino Ruggieri, Michele Tricarico, Pasquale Tempesta, fonda l’Associazione Culturale ‘Agorà’, poi intitolata a Miriam Oreste e Michele Colasanto.

### Deputato alla Camera
Il 10 aprile 2006 è eletto Deputato al Parlamento italiano, della XV legislatura della Repubblica Italiana, nella lista 'L'Ulivo' per la Circoscrizione XXI Puglia. È proclamato il 22 aprile 2006.
Entra a far parte della Commissione Affari Sociali della Camera. Nel corso del suo mandato è relatore e firmatario di alcune proposte di legge per il miglioramento del Servizio Sanitario Nazionale, in particolare le norme per la prevenzione, la diagnosi e la cura della broncopneumopatia cronica ostruttiva e interventi straordinari per la sanità nel Mezzogiorno.
Il 14 maggio 2007 è eletto nell'Esecutivo nazionale della Margherita ed assume la responsabilità di guidare il settore della sanità. Successivamente è responsabile sanità del Partito Democratico.
È rieletto, con le elezioni politiche del 13 e 14 aprile 2008, Deputato nella XVI legislatura della Repubblica Italiana, nella lista del Partito Democratico per la Circoscrizione XXI Puglia. 
È proclamato il 23 aprile 2008. Dal 21 maggio 2008  al 14 marzo 2013 fa parte della Commissione Affari Sociali e per cinque anni svolge il ruolo di vicepresidente.
Nel dicembre 2012 si candida alle primarie per la scelta dei candidati parlamentari del PD in vista delle elezioni del 2013. È quindi rieletto nuovamente Deputato per la legislatura XVII il 24 febbraio 2013 e diventa vicepresidente del gruppo PD della Camera con delega al 'Caso Moro' il 9 aprile 2013. Dal 7 maggio 2013 fa parte della Commissione Affari Sociali mentre dal 5 giugno 2013  al 17 novembre 2014 fa parte della Commissione parlamentare per l'indirizzo generale e la vigilanza dei servizi radiotelevisivi. Dal 2 ottobre al termine della legislatura è componente della Commissione bicamerale di inchiesta sul rapimento e la morte di Aldo Moro. Resta deputato fino alla scadenza della legislatura il 22 marzo 2018.

### Caso Moro
Il 5 agosto 2013 presenta la proposta di legge 'Istituzione di una Commissione Parlamentare d'inchiesta sul rapimento e sulla morte di Aldo Moro, raccogliendo le firme e il consenso di 93 deputati rappresentanti di tutti gli schieramenti. Dopo l'approvazione delle due Camere, il Presidente della Repubblica promulga la Legge 30 maggio 2014, n. 82 che è pubblicata sulla Gazzetta Ufficiale n. 125 del 31 maggio 2014. Questo organismo bicamerale inizia i suoi lavori il 2 ottobre 2014, quando è eletto Presidente l'On. Giuseppe Fioroni.
Grassi realizza una sintesi del suo lavoro di studio, scrivendo il libro 'Aldo Moro: il Partito Democratico vuole la verità', dove sono riportate le dichiarazioni originali, ordinate cronologicamente, delle persone interrogate nelle varie Commissioni passate. Il giorno 11 gennaio 2014 da Terlizzi parte il 'Convegno sul tema: Chi e perché ha ucciso Aldo Moro', inaugurando una serie incontri in tutta Italia che alla data del 31 maggio 2023 sono 1189.
Il 25 gennaio 2017, la Camera dei Deputati approva la prima e seconda relazione Moro. Le dichiarazioni di voto per il gruppo PD le svolge l'on. Gero Grassi. Il 13 dicembre 2017, la Camera dei Deputati approva all'unanimità la terza relazione Moro e Gero Grassi svolge la dichiarazione di voto per il gruppo PD.
A gennaio 2018 pubblica il libro Aldo Moro: La verità negata, stampato in 14 edizioni. Il 25 marzo 2018 costituisce l’Associazione Culturale Nazionale Aldo Moro con lo scopo di diffondere il pensiero dello statista pugliese e continuare a cercare la verità sull’eccidio di via Fani e sulla morte del leader democristiano.
Sviluppi successivi
Il 7 agosto 2020 la Giunta Regionale della Puglia, su proposta del Presidente Michele Emiliano, d'intesa con il Ministro della Salute on. Roberto Speranza, nomina Gero Grassi Presidente del Consiglio di indirizzo e verifica dell'Istituto di Ricovero e Cura a carattere scientifico di Bari, ospedale oncologico con grandissima tradizione.
Il 7 settembre 2020, è eletto, all'unanimità, Presidente dell'Associazione regionale Puglia degli ex Parlamentari. Il 6 dicembre 2024, sempre all'unanimità, è riconfermato nel ruolo. 

## Opere[senzafonte]

### Opere su Aldo Moro
- Aldo Moro: Non solo per ricordare - con altri autori (1998)
- Aldo Moro: L'attualità (2003)
- Aldo Moro: Ricordiamo (2004)
- Aldo Moro: Trent'anni dopo (2008)
- Aldo Moro: Scuola e cultura - con altri autori (2008)
- Aldo Moro: L'uomo e il politico - con altro autore (2010)
- Aldo Moro: Il Partito Democratico vuole la verità (2014)
- Aldo Moro: La lotta al terrorismo - con altri autori (2015)
- Aldo Moro e l'Università di Bari: Fra storia e memoria - con altri autori (2016)
- Aldo Moro: La verità è sempre illuminante e ci aiuta ad essere coraggiosi (2016)
- Aldo Moro: L'Italia, la Costituzione e l'Europa - con altri autori (2016)
- Aldo Moro e la Puglia: Atti del convegno (2016)
- Aldo Moro nel centenario della nascita. Consiglio Regionale Puglia - con altri autori (2016)
- Aldo Moro: Studium - con altro autore (2017)
- Aldo Moro: La verità negata (2018)
- Moro Vive (2018)
- Aldo Moro: Per ricordare (2019)
- Eugenio Miccoli intervista Gero Grassi. Moro Leakes (2022)

### Storia e Politica
- Alcide De Gasperi: La nostra Patria Europa (1999)
- Benigno Zaccagnini: Gli anni del Confronto - con altri autori (1999)
- Guida al servizio del cittadino: l'Autocertificazione - con altro autore (1999)
- Ordinamento locale: Testo coordinato leggi 142/1990 e 265/1999 - con altri autori (1999)
- Don Luigi Sturzo: Il Prete scomodo e i sacerdoti segretari PPI provincia di Bari - con altri autori (2000)
- Crescita, sviluppo, Solidarietà: è il progetto Popolare (2000)
- Ordinamento Locale 2. Le novità legislative - con altri autori (2000)
- 50 anni di vita democratica della Provincia di Bari (2001)
- Piazza Moro, Piazza del Gesù e dintorni. Dal paese dei fiori Terlizzi alla Margherita (2002)
- Atti del Congresso Provinciale Margherita Bari (2003)
- Atti del Congresso Regionale Margherita Puglia (2004)
- Giorgio La Pira: Il Profeta della pace - con altri autori (2004)
- Vittorio Bachelet: Fede e Politica - con altri autori (2004)
- Giuseppe Donati: Stampa e Politica - con altri autori (2005)
- Giuseppe Donati: Stampa e Politica - con altri autori (2004)
- La Regione Puglia con ragione (2005)
- Gero Grassi L'Italia dei cittadini (2006)
- Margherita Puglia - con altro autore (2006)
- 2008: Atti Convegno Nazionale 4ª Fase Assisi (2008)
- I Costituenti di Puglia 1946 - 1948 - con altri autori (2021)
- Il Servizio Sanitario Nazionale - con altri autori (2022)

### Romanzi
- Il Ministro e la Brigatista (2008)
- La Principessa e il figlio del Professore (2009)
- Gianna: Lotta di una Donna. Dal Polesine al Mezzogiorno d'Italia (2010)
- Il Sacerdote e il calzolaio, ai tempi dell'Unità d'Italia (2012)

### Opere su Terlizzi
- Terlizzi racconta: avvenimenti descritti dai protagonisti - con altro autore (1984)
- R.T.S.: Dieci anni della nostra storia - con altro autore (1988)
- Progetto città (1993)
- Il Cittadino (1995)
- Piccola e grande Terlizzi (1999)
- Storia civile e democratica di Terlizzi: dall'8 settembre 1943 al 2000 (2000)
- Appunti di vita terlizzese (2001)
- L'Italia fuori binario. Dalla tragedia del Pendolino di Piacenza alla Fondazione ‘Gaetano Morgese’ di Terlizzi (2002)
- L'Ospedale 'Michele Sarcone' e la disubbidienza civile di Terlizzi (2003)
- Cuore  e Passione (2004)
- G'ero anch'io - con altro autore (2007)
- 1988-2008 Avvenimenti della città di Terlizzi - con altro autore (2008)
- Il Confronto 1988 - 2008: Terlizzi anno per anno (2008)
- Da Terlizzi a Ventotene: Isola di Confino - con altro autore. (2011)
- Per ricordare. 347 uomini e donne di Terlizzi dal 1300 al 2013 (2013)
- Il Carabiniere Domenico Oreste di Terlizzi e la nave Galilea (2016)
- L'Italia fuori binario. Dalla tragedia del Pendolino di Piacenza alla grande solidarietà della Fondazione 'Gaetano Morgese' (2017)
- Solo per intimi. Passeggiata storico familiare  (2019)
- Giuseppe Grassi: Il Professore (2020)
- Agenzia Giusti. Terlizzi 1971 (2021)
- Michele Colasanto un ebanista in cielo (2021)
- A viso scoperto (2023)
- Il Comune di Terlizzi e i Sindaci dal 1741 al 2024 (2024)
- Aldo Moro a Terlizzi 1946 - 1977. Moro presente a Terlizzi 23 volte (2024)
- Storia della Comunità dei Braccianti di Terlizzi fondata il 29 maggio 1948 da Giovanni de Leo (2024)
- Storia del Comune di Terlizzi dal 1943 al 2024 (2025)
- Mauro Piemontese mio nonno - con altro autore (2025)